# Jan Maihorn

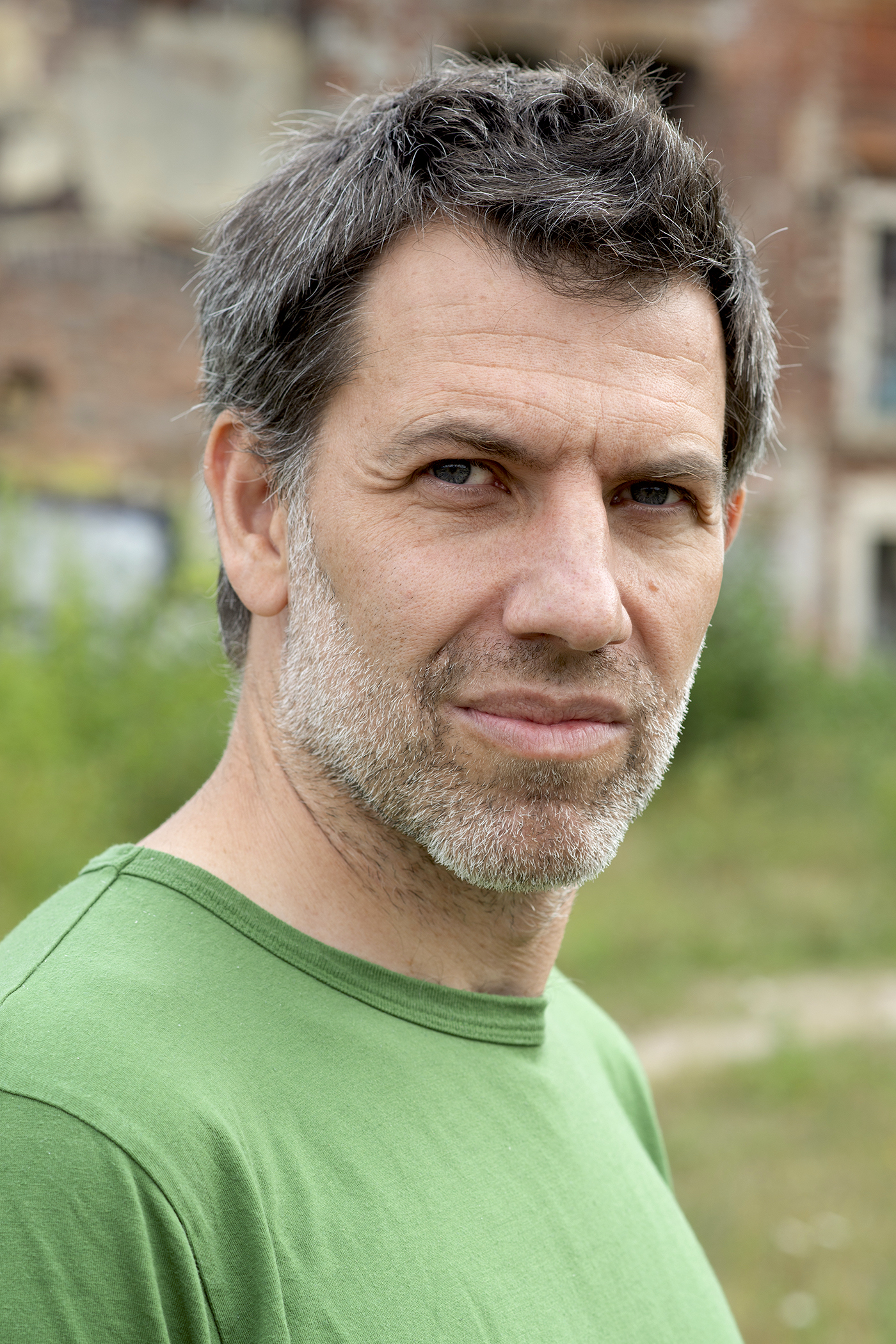
Jan Maihorn (Swiderski-Maschinenbaufabrik, 2024)

Jan  Maihorn (* 22. November 1977 in Ost-Berlin) ist ein deutscher Musiker, Komponist und Produzent mit dem Hauptinstrument Gitarre. Neben seiner langjährigen Arbeit an Theatern beschäftigt er sich vor allem mit Weltmusik, großen Ensembles und politischen Texten.

## Leben
Jan Maihorn wurde in Berlin-Lichtenberg geboren, in Berlin-Mitte besuchte er die auf dem Mauerstreifen gelegene Heinrich-Heine-POS. Dort war er bis zur 6. Klasse im Leistungssport Gerätturnen beim SSV Rotation aktiv.
Von 1986 bis 1997 lernte er an der Musikschule zuerst klassische Gitarre bei Thomas Blumenthal, dann Jazzgitarre bei Edwin Sadowski. Nach dem Abitur am Charles-Darwin-Gymnasium absolvierte er die Berufsausbildung zum Mediengestalter Bild+Ton bei dw-TV im Berliner Sendehaus Voltastraße. 2002 wurde er am Liverpool Institute for Performing Arts angenommen und ging für ein Jahr nach England, wechselte jedoch im Sommer 2003 ans Rotterdamer Konservatorium. Dort studierte er im Nebenfach Brasilianische Gitarre sowie Latin Percussion und schloss 2007 sein Diplomstudium im Hauptfach Jazz-Komposition und Filmmusik bei Paul M. van Brugge ab. Seit 2011 lebt er in Dresden und pendelt seit 2024 nach Leipzig.

## Schaffen
Hauptgrund für den Studiumswechsel nach Holland war die dort befindliche Weltmusik-Fakultät der Hochschule, in der er sowohl Latin Jazz und südamerikanische Folklore als auch Flamenco und Tango näher studierte. All diese Einflüsse fanden sich im Konzertabend Tales at sonic speed mit über 50 Mitwirkenden auf der Bühne wieder, der Ende 2007 im Bibliotheek-Theater Rotterdam stattfand.
Seit 2008 arbeitete Maihorn freischaffend überwiegend fürs Theater, wobei das Kinder- und Jugendtheater in Ost und West sein Schwerpunkt war. Beginnend am Grips-Theater Berlin und zuletzt mehrfach am Theater Junge Generation Dresden schrieb er über 40 Bühnenmusiken und über 200 Lieder für jung und alt.
Beginnend mit kleineren Kompositionen für Absolventen der Willem-de-Kooning-Filmakademie 2006 arbeite Maihorn auch nach dem Studium als Komponist und Produzent für Dokumentarfilm-Musik. Die umfangreichste Arbeit war hierbei der von arte und ARD produzierte 10-Teiler "fernOST – von Berlin nach Tokio", wofür er über 20 Musikerinnen und Musiker aus aller Welt im Studio versammelte.
Eine besondere Zusammenarbeit verbindet ihn als Arrangeur mit der STÜBAphilharmonie, für die er 2018 sowohl bei der Tour und CD von Alin Coen mitarbeitete als auch 2016 das Konzert DAHIN – andere Lieder von Rio Reiser mit Anna Mateur produzierte. Eine weitere langjährige Kollaboration entstand 1995 mit Rainer Kirchmann von PANKOW, für den er in diversen Formationen Gitarre und Schlagzeug spielte.
Nachdem Jan Maihorn 2017 als einer der Musiker im Film "Gundermann" von Andreas Dresen mitgespielt hatte, war er im Herbst 2023 neben Rainer Oleak und Sebastian Deufel einer der Arrangeure, die für das Filmorchester Babelsberg die Orchestrationen für den gemeinsamen Abend mit der Dresen/Scheer-Band am 27. Januar 2024 schrieben.
Im Sommer 2024 gründete er mit über 50 Musikerinnen und Musikern das NotenPunkOrchester als vernetzte Formation von Stimmen und Instrumenten für die Produktion von Pop/Rock/Rap-Liedern zur Belebung der Debattenkultur vor allem in Ostdeutschland. Ohne jegliche Proben wurden erste Lieder direkt vom Blatt gespielt in verschiedenen Studios in Dresden und Leipzig aufgenommen. Noch vor den Landtagswahlen in Sachsen/Thüringen und Brandenburg wurde mit „Unser Lied zuerst“ der erste Beitrag in den sozialen Netzwerken verbreitet. Textliche Anregungen und Motivation waren vor allem die Texte von Tucholsky und Kästner aus den 1920er Jahren.
Hörspiele und Hörbuch
Mit seinem Rotterdamer Kompositions-Kollegen Ferdinand Delcker begann Jan Maihorn 2010 die Arbeit an einer Kinder-Hörspielreihe, wobei die Geschichten um Die Zahnpastapiraten von Delcker geschrieben wurden. Nachdem die Geräuschemacher-Aufnahmen mit Daniel Weis erst lange nach den Sprachaufnahmen erfolgten, wurden 2018 alle Lieder und szenischen Musiken mit Jazz-Solisten eingespielt. Es entstanden 2 Folgen mit jeweils ca. 30 min Länge: Der Geizkragen und Die Diamantenwette. Dabei sind unter anderem die Stimmen von Tom Quaas, Torsten Ranft und Stefko Hanushevsky.
Da Jan Maihorn seit der Kindheit Verehrer der Kindergeschichten des Leipziger Schriftstellers Albert Wendt ist, produzierte er 2020 dessen Buch Betti Kettenhemd (2008) als Hörbuch mit Musik im Studio. Sprecherin war dafür die Schauspielerin Bettina Sörgel, mit der Maihorn seitdem wiederholt arbeitete. Das Hörbuch wurde dann 2023 vom Theater Junge Generation veröffentlicht.
Restauration und Geschichte
2010 erhielt Maihorn von der Tanzplattform perform/d/ance und dem Landessinfonieorchester in Stralsund den Auftrag, handschriftliche Einzelstimmen des Minimal-Komponisten Louis „Moondog“ Hardin zu neuen digital angelegten Partituren zusammenzufassen. Hardin hatte, als erblindeter Musiker, seine Aufführungen und Aufnahmen stets selbst und aus dem Gedächtnis dirigiert – daher waren Partituren nicht notwendig gewesen. Im Sommer 2010 wurden 12 orchestrale Stücke zusammen mit über 100 tanzenden Jugendlichen aufgeführt, wobei das Orchester um 3 Perkussions-Solisten sowie 3 Jazz-Saxofonisten erweitert wurde.
2015 restaurierte Maihorn aus Demo-Spuren und archivierten MIDI-Dateien die Stadt-Oper Wasser des Lebens aus dem Jahr 1989 von Rio Reiser. Die fertige Arbeit wurde als eine von 16 CDs Teil der umfangreichen BLACKBOX Rio Reiser, die das Rio-Reiser-Archiv unter Leitung von Lutz Kerschowski 2016 veröffentlichte.
2021 produzierte Maihorn für die Staatlichen Kunstsammlungen Dresden 40 Hörstücke zu Briefen aus dem Dreißigjährigen Krieg innerhalb der Ausstellung BELLUM ET ARTES, inklusive der sprachlichen Umgestaltung, der Sprachregie und musikalischen Konfektion.
In allen Bereichen seiner künstlerischen Tätigkeit legt Maihorn trotz Beherrschung der verfügbaren digitalen Werkzeuge Wert auf die unersetzliche Wirkung von „menschlichem Spielwillen und Talent“. Seine Diplomarbeit Wer hat das Kampflied begleitet? schrieb er über die Musiker um Hanns Eisler von 1928 bis 1933.

## Bühnenmusiken (Auswahl)
- Zusammenarbeiten mit u. a. Felicia Daniel, Jan Gehler, Jule Kracht, Frank Panhans, Stefan Bachmann, Odette Bereska, Leonhard Koppelmann und Bettina Rehm

- 2001 "Hallo Nazi!" (Grips-Theater Berlin)
- 2004 "Ich knall euch ab" (Junges Schauspiel Düsseldorf)
- 2007 "Parzival" (Junges Schauspiel Düsseldorf)
- 2009 "Krabat" (Theater der Jugend Wien)
- 2010 "Stress - der Rest ist Leben" (Grips Berlin)
- 2010 "Reckless" (Staatsschauspiel Dresden, mit Polarkreis 18)
- 2011 "Das steinerne Brautbett" (Staatsschauspiel Dresden)[11]
- 2013 "Diener zweier Herren" (Staatsschauspiel Dresden)
- 2014 "Wir sind auch nur ein Volk" (Staatsschauspiel Dresden)
- 2016 "Nellie Goodbye" (Theater Senftenberg)[12]
- 2017 "kein land. August" (Staatsschauspiel Dresden)
- 2017 "Flossenlos" (Junges Theater Regensburg)
- 2017 "Momo" (Theater Augsburg)
- 2018 "Ronja Räubertochter" (tjg Dresden)
- 2019 "Rose Regen Schwert und Wunde" (JT Regensburg)
- 2020 "Pera Palas" (TfN Hildesheim)
- 2020 "Das doppelte Lottchen" (tjg Dresden)
- 2021 "Pinocchio" (Landesbühnen Radebeul)
- 2021 "Wie der Wahnsinn mir die Welt erklärte" (Junges Theater Parchim)
- 2021 "Wann, wenn nicht jetzt!" (Landestheater Eisenach)
- 2023 "Geschichten vom Aufstehen" (tjg Dresden)

## Filmmusiken (Auswahl)
- 2011 "Immer Ostwärts – von Berlin nach Wladiwostok" (rbb/BASISberlin)
- 2012 "ECOPIA – grüne Architektur" (dw-TV)
- 2013 "fernOST – von Berlin nach Tokio" (ARD/arte)
- 2013 "Verlorener Horizont" (BR/Robert Bohrer+Emma Rosa Simon)
- 2015 "Grenzland – von Narva nach Athen" (rbb)
- 2018 "Expedition Baikal" (rbb)

## Studio und Konzerte (Auswahl)
- Zusammenarbeit mit u. a. Gerhard Schöne, Rainer Kirchmann, Alin Coen, STÜBAphilharmonie, Bodo Wartke, Rumpelstil, Anna Mateur

- 1997: Alternative Beat-Band "Buckelbeats" (bis 2002)
- 2000: CD "eben drums" der Perkussionband Rakatak aus Berlin
- 2010: "Moondog" (Arrangements für Werke von Louis Hardin) mit Orchester, Stralsund
- 2013: "Mein Name ist Mensch" (Musik von Ton Steine Scherben und Rio Reiser) mit Band und Orchester, Stralsund
- 2015: "Büro für Chaos und Ordnung" (mit Anna Mateur, Max Rademann, David Campesino)
- 2015: CD "Wasser des Lebens" (Teil der BLACKBOX Rio Reiser)
- 2016: "DAHIN! – Andere Lieder von Rio Reiser" mit der STÜBAphilharmonie und Anna Mateur
- 2018: Alin Coen und  STÜBAphilharmonie, Konzerte und CD (2022)
- 2024: Dresen-Scheer-Band & Filmorchester Babelsberg spielen Gerhard Gundermann[13]

## Trivia
1997 lernten sich Jan Maihorn und Alexander Scheer kennen, als sich aus beiden Freundeskreisen die Band "Buckelbeats" formierte. Der Bandname spiegelte ihre Begeisterung für verspielte Aufnahmetechniken der Beatles und Pink Floyd sowie für die 90er-typischen Stile Jungle und House wider. Die Band bestand daher aus 2 Schlagzeugern, Bass, Gitarre, Keyboards und Gesang, wobei Scheer zusätzlich noch Ideen und Material mit der Groovebox 505 von Roland beisteuerte. Aus einem kurzen USA-Urlaub im Sommer 1998 brachte Maihorn aus Boston die Doppel-LP "Exile On Main Street" von den Stones für Scheer mit und beide fuhren kurz darauf zum Casting für den Film "Sonnenallee" – Scheer bekam die Hauptrolle und die Schallplatte spielte im Film ebenfalls eine (lebensentscheidende) Rolle. Danach löste sich zwar die Band bald (2003) auf, aber Scheer und Maihorn blieben in Bild und Ton verbunden.